# 丘丘山
15°41′52″S 68°35′40″W / 15.69778°S 68.59444°W
丘丘山（西班牙語：Ch'uch'u），是玻利維亞的山峰，位於該國西部拉巴斯省的拉雷卡哈省，處於玻利維亞瑞阿爾山脈以北，屬於安第斯山脈的一部分，海拔高度5,100米。